# Демидово (муниципальный округ Егорьевск)
Деми́дово — деревня в муниципальном округе Егорьевск Московской области России.

## География
Деревня Демидово расположена в восточной части муниципального округа Егорьевск, примерно в 18 километрах к юго-востоку от города Егорьевск. В 2 километрах к северу от деревни протекает река Цна. Высота над уровнем моря 136 метров.

## Название
Название, вероятно, по владельцу деревни Демидову.

## История
До отмены крепостного права в России деревня принадлежала помещику Феоктистову. После 1861 года деревня вошла в состав Двоенской волости Егорьевского уезда. Приход находился в селе Завражье.
В 1926 году деревня входила в Астанинский сельсовет Двоенской волости Егорьевского уезда.
До 1994 года Демидово входило в состав Подрядниковского сельсовета Егорьевского района, а в 1994—2006 годы — Подрядниковского сельского округа.
До 2015 года входила в состав сельского поселения Юрцовское.
В 2015 году вошла в состав городского округа Егорьевск, образованного в том же году путем упразднения Егорьевского района и объединения всех его поселений в единый городской округ.

## Демография
В 1885 году в деревне проживало 311 человек, в 1905 году — 415 человек (208 мужчин, 207 женщин), в 1926 году — 339 человек (147 мужчин, 192 женщины). По переписи 2002 года — 37 человек (12 мужчин, 25 женщин). Население — 70 человек (2010).
| 1859 | 1868 | 1885 | 1905 | 1926 | 2002 | 2006 |
| ---- | ---- | ---- | ---- | ---- | ---- | ---- |
| 183  | ↘165 | ↗311 | ↗415 | ↘339 | ↘37  | ↘36  |
| 2010 |      |      |      |      |      |      |
| ↗70  |      |      |      |      |      |      |